# Château de Chaméane
Le château de Chaméane est un château situé à Chaméane dans le département français du Puy-de-Dôme, en région Auvergne-Rhône-Alpes.

## Historique
Mentionné dès 995, le château de Chaméane passe sous le contrôle de l’abbaye de La Chaise-Dieu au XIVe siècle. Il sert alors de poste avancé stratégique. Aux XVIe et XIXe siècles, il est remanié : architecture Renaissance, aménagements de confort et embellissements sous la comtesse de La Tour. En 1944, l’armée allemande détruit le donjon et incendie le château, entraînant la perte de nombreuses archives,.

### Protection
Le château est inscrit au titre des monuments historiques par arrêté du 30 janvier 1986.

## Description
Le château, situé au cœur du village, est partiellement entouré d’une enceinte flanquée de tours. Il comprend un corps de logis central, des tours d’angles, une ancienne salle d’armes et des éléments décoratifs (bretèches, fenêtres à meneaux, toitures en poivrières). Il reste aujourd’hui à l’état de ruine partielle.

## Légende
Selon une tradition locale, le château de Chaméane serait hanté par le fantôme d’un homme apparaissant à la fenêtre la plus haute à l’ouest. Sa silhouette, vêtue à l’ancienne, jette parfois un fagot dans la douve, comme pour chasser les visiteurs ou marquer sa présence.